# Der Wendelsweg in Frankfurt am Main
Der Wendelsweg in Frankfurt am Main, auch nur kurz Der Wendelsweg (Öl auf Leinwand, gemalt 1928 in Frankfurt am Main), ist der Titel eines Gemäldes von Max Beckmann aus der Zeit des Expressionismus.

## Gegenstand und Entstehung des Bildes
Der Frankfurter Wendelsweg führt parallel zur Darmstädter Landstraße in Richtung Süden. Der nördliche Teil liegt in bebautem Gebiet, der südliche Teil führt durch den Frankfurter Stadtwald. In der Nähe des hier dargestellten nördlichen Teils der Straße am Sachsenhäuser Berg befand sich die Wohnung Beckmanns in der Dielmannstraße, bevor er 1926 in die Steinhausenstraße 7 zog. Beckmann nahm die Straße und das Elternhaus der Familie Schubert, einer Brauereiunternehmensfamilie aus Frankfurt am Main, als Thema. Er malte das Bild Johanna Schubert zuliebe, der Ehefrau und Mutter der Familie, mit welcher er befreundet war.

## Beschreibung
Das Bild ist 70,5 cm hoch und 44,5 cm breit. Verwandtes Material ist Ölfarbe auf Leinwand. Die dominierenden Farben sind Weiß, Grün und Braun, die Gestaltung expressionistisch typisch, fast kubistisch verzerrt. Die Komposition wird beherrscht von der Straße, dem Wendelsweg, welcher sich im linken Drittel des Bildes wie ein steiler weißer Turm nach oben stellt und den Blick auf zwei Fußgänger lenkt, die im unteren Teil dicht hintereinander in Richtung des unteren Bildrandes, aus dem Blickfeld des Betrachters wandern. Beckmann hat das Sudhaus der Familienvilla der Schuberts verkleinert, um das Haus größer erscheinen zu lassen. Der Balkon der Villa, der von der Straße an sich nicht zu sehen ist, aber für die Frau von besonderer Bedeutung war, da in diesem Balkonzimmer alle ihre acht Söhne das Licht der Welt erblickten, ist durch eine helle orange Markise markiert. Beckmanns Signatur befindet sich unten rechts am Bildrand als Beckmann F. 28.

## Kunsthistorische Positionierung
Das Bild Der Wendelsweg gehört nicht zu Max Beckmanns bekanntesten Werken und wurde 1930 auf einer Auktion in Zürich für nur 4200 Franken versteigert. Es ist anzunehmen, dass der niedrige Preis davon herrührt, dass Beckmann zu den entarteten Künstlern gezählt wurde. Heute hängt es im Entrée der Kunsthalle zu Kiel.